# Globigerininae
Globigerininae es una subfamilia de foraminíferos planctónicos de la familia Globigerinidae, de la superfamilia Globigerinoidea, del suborden Globigerinina y del orden Globigerinida. Su rango cronoestratigráfico abarca desde el Luteciense (Eoceno medio) hasta la Actualidad.

## Clasificación
Globigerininae incluye a los siguientes géneros:
- Beella
- Bolliella, también considerado en la familia Globigerinellidae
- Globigerina
- Globigerinella, también considerado en la familia Globigerinellidae
- Globigerinoides
- Globigerinoidesella
- Globigerinoita †
- Globoturborotalita
- Prosphaeroidinella †, también considerado en la familia Sphaeroidinellidae
- Sphaeroidinella, también considerado en la familia Sphaeroidinellidae
- Sphaeroidinellopsis †, también considerado en la familia Sphaeroidinellidae
- Turborotalita, también considerado en la familia Turborotalitidae
- Zeaglobigerina †

Otros géneros considerados en Globigerininae son:
- Alloglobigerinoides, considerado sinónimo posterior de Globigerinoides
- Aspidodexia, considerado sinónimo posterior de Globigerina
- Ehrenbergellus, considerado nomen nudum
- Globigerinanus, aceptado como Globigerinoita
- Pylodexia, aceptado como Globigerina
- Rhynchospira, aceptado como Globigerina
- Towella, considerado sinónimo posterior de Turborotalita
- Trilobatus, considerado sinónimo posterior de Trilobigerina y este de Globigerinoides
- Trilobigerina, considerado sinónimo posterior de Globigerinoides